# Alció verd ventre-rogenc
L'alció verd ventre-rogenc (Chloroceryle inda) és un blauet, per tant un ocell de la família dels alcedínids (Alcedinidae) que habita rius de la selva, pantans i manglars de la zona Neotropical, des del sud-est de Nicaragua cap al sud, fins a Panamà i Amèrica del Sud, per l'oest dels Andes fins a l'oest de l'Equador, i per l'est dels Andes des de Colòmbia, Veneçuela i Guaiana, cap al sud fins a l'est de l'Equador, est del Perú, est de Bolívia i Brasil central.